# 島田村 (愛知県愛知郡)
島田村（しまだむら）は、かつて愛知県愛知郡に存在した村。支村に池場、菅田があった。

## 地名の由来
古代、年魚市潟の海底には起伏があり、その隆起していたところは島となっていた。こうしたところにつけられた名称が「嶋つ田」であり、島田となった。尾張氏に支配される以前には島田臣に支配された土地であった。

## 地理

### 河川
- 米野木川（平針川[3]）
- 天白川
- 地蔵川 - 村域を南北に縦断していた[3]。
- 大根川 - 大根川から用水をとっていた[4]。

### 池沼
- 二子塚池 - 現在では双子池と呼ばれる。
- 新池 - 島田村のため池ではなかった[2]。
- 西之杁池 - 西入町の名称の由来となった。
- 血洗池[5]
- 作ヶ五郎池[5]
- 茶カネ池[5]